# Gerhard Degenkolb

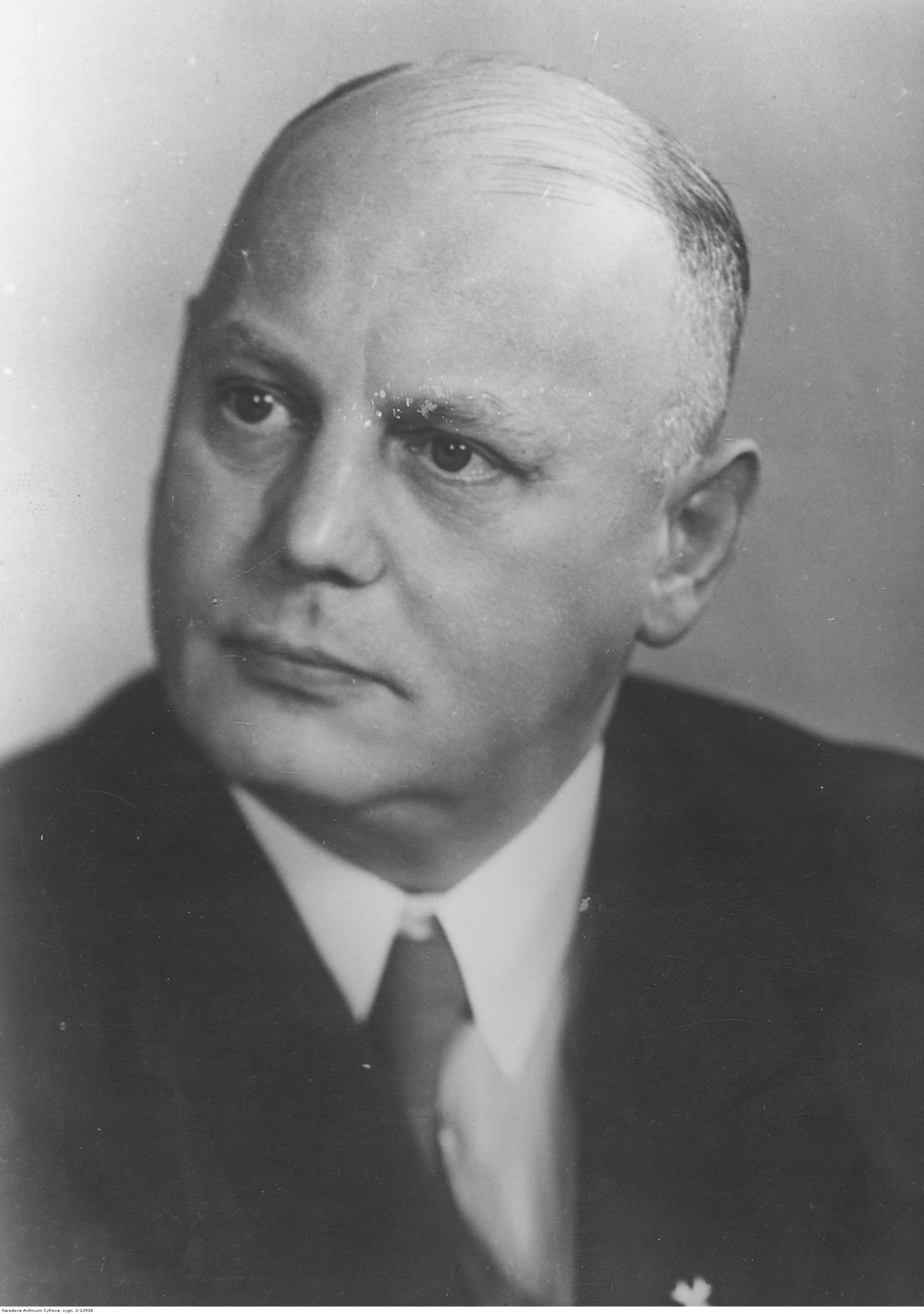
Gerhard Degenkolb

Gerhard Degenkolb (* 26. Juni 1892 in Zeitz; † 1. Februar 1954 in Duisburg) war ein deutscher Maschinenbauingenieur und Manager zur Zeit des Nationalsozialismus. Er zählte zu den Schlüsselfiguren der deutschen Kriegswirtschaft.

## Leben
Degenkolb absolvierte nach dem Abschluss seiner Schullaufbahn eine Ausbildung zum Maschinenbauingenieur. Seine berufliche Karriere begann 1920 bei der DEMAG als Betriebsassistent. Er übernahm ab 1921 nacheinander die Leitung der DEMAG-Werke in Wetter (Ruhr), Mülheim an der Ruhr und Duisburg. 1935 wurde er Betriebsdirektor des Duisburger Gesamtwerks, 1937 Prokurist. Degenkolb trat zum 1. September 1930 der NSDAP bei (Mitgliedsnummer 309.580). 1940 beauftragte ihn Fritz Todt mit der Wiederinbetriebnahme der belgischen und französischen Industrie nach dem Westfeldzug.
Albert Speer, der neue Reichsminister für Bewaffnung und Munition, holte den als ambitioniert und durchsetzungsfähig geltenden Industriemanager im März 1942 zur Forcierung der Lokomotivenproduktion als Leiter des sogenannten „Hauptausschusses für Schienenfahrzeuge“ in das Reichsministerium für Bewaffnung und Munition. Degenkolb war dort dem Technischen Amt unter dessen Leiter Karl-Otto Saur berichtspflichtig. Die Lokomotivbeschaffung wurde damit der Reichsbahn und ihrem bislang zuständigen Reichsbahn-Zentralamt sowie dem Bauartdezernenten Richard Paul Wagner weitgehend entzogen und in die Verantwortung des von der Lokomotivindustrie beschickten Hauptausschusses gelegt. Zentrale Aufgabe Degenkolbs war es vor allem, die neuen Kriegslokomotiven der Baureihen 42 und 52 in möglichst großen Stückzahlen produzieren zu lassen. Daneben wurden auch weitere Kriegslokomotivbauarten und vereinfachte Personen- und Güterwagen unter Degenkolbs Leitung geplant und produziert.
Degenkolb schaffte es, die Lokproduktion durch Verzicht auf nicht unbedingt nötige Bauteile und Vereinfachungen schnell hochzutreiben. Waren im Februar 1942 noch 163 Lokomotiven gebaut worden, konnten im September desselben Jahres bereits 250 ausgeliefert werden. Spitzenwerte mit deutlich über 500 Lokomotiven wurden von Juni bis August 1943 erreicht; danach sank die Produktion wieder ab. Degenkolb machte allerdings dabei auch durch seinen ausgesprochen harten und diktatorischen Führungsstil von sich reden; ebenso verstand er es auch, seine Erfolge gut gegenüber Speer und der Öffentlichkeit zu verkaufen.
Nachdem mit dem Festfahren der Kriegsfronten die Priorität für die Kriegslokomotiven herabgesetzt worden war, ernannte Munitionsminister Speer Degenkolb am 15. Januar 1943 zum Leiter des „Sonderausschusses A4“ im Reichsministerium für Bewaffnung und Munition. Die als sogenannte Vergeltungswaffe vorgesehene ballistische Rakete „Aggregat 4“ (A4) – auch unter der Bezeichnung „V2“ bekannt – sollte unter Degenkolbs Leitung in großen Stückzahlen hergestellt werden. In der als „Degenkolb-Programm“ bekannt gewordenen Planung sah Degenkolb die Schwerpunkte der Serienfertigung für etwa 900 Raketen pro Monat ursprünglich im Vorserienwerk in Peenemünde, der Firma Luftschiffbau Zeppelin in Friedrichshafen und der Firma Raxwerke in Wiener Neustadt vor. Walter Dornberger und Hans Kammler sowie Wernher von Braun zählten zu den zentralen Personen des V2-Programmes. Degenkolb gründete im September 1943 zur serienmäßigen Herstellung der V2 die Mittelwerk GmbH und führte einen „Führungsstab“ ein, um die Anlaufschwierigkeiten in den Fertigungsprogrammen zu beseitigen.
Degenkolb wurde im März 1944 aus dieser Funktion abberufen und mit der Leitung von Reichsbahn-Ausbesserungswerken betraut. Degenkolb fiel schließlich im Herbst 1944 wegen kritischer Äußerungen gegen Exponenten des NS-Regimes in Ungnade und wurde für einige Zeit aufgrund unbekannter Umstände in eine Heil- und Pflegeanstalt eingewiesen.
Albert Speer berief ihn auf Initiative von Hans Kammler kurz vor Kriegsende erneut in eine Schlüsselposition des Großdeutschen Reiches und ernannte ihn zum „Generalkommissar für das Programm 262“ (die Großserien-Herstellung von Düsenjagdflugzeugen des Typs Messerschmitt Me 262). In dieser Funktion koordinierte Degenkolb die großen, unterirdisch eingerichteten Serienwerke wie B8 Bergkristall von der „Oberbayerischen Forschungsanstalt“ in Oberammergau. Degenkolb inspizierte in dieser Funktion beispielsweise auch Ende Februar 1945 die Taktfertigung in B8 Bergkristall und fungierte auch als Verbindungsmann zwischen Willy Messerschmitt und diesen Serienfertigungszentren.

## Nach dem Krieg
Gegen Kriegsende geriet Degenkolb in Gefangenschaft, aus der er 1947 entlassen wurde. Ab 1950 übernahm er für seinen alten Arbeitgeber DEMAG den Aufbau eines Werks in Brasilien. Von dort kehrte er erkrankt nach Deutschland zurück; 1954 starb er in Duisburg.